# Huxleya fragilis
Huxleya fragilis är en mossdjursart som beskrevs av Dyster 1858. Huxleya fragilis ingår i släktet Huxleya, ordningen Ctenostomatida, klassen Gymnolaemata, fylumet mossdjur och riket djur. Inga underarter finns listade i Catalogue of Life.